# La Romana (La Puebla de Híjar)
La Romana es un despoblado aragonés situado en el actual término municipal de La Puebla de Híjar (comarca del Bajo Martín de la provincia de Teruel).

## Geografía
Está situado en la cuenca del río Aguas, entre Azaila y La Zaida. Se riega con una acequia de la derecha del río Aguas, la Richuela, que tiene un nombre que es posiblemente una deformación de rigachuela.

## Historia
Hay un yacimiento arqueológico llamado El Castillejo de la Romana, de época ibérica. Castellar y Castillejo son topónimos recurrentes en yacimientos ibéricos o celtibericos.
Del despoblado actual hay referencias desde por el menos el siglo XIII, en latín y en aragonés. Los textos en latín hacen referencia a las relaciones con el monasterio de Rueda. En un primer instante dos tercios de la Romana eran propiedad del señor de Belchite Galín Ximénez, pero en agosto de 1202 su mujer Sancha cedió el castillo de Romana con su señorío y todos los sus términos a la Orden de Císter y a la abadía de Rueda.
Hay referencias a la Romana en aragonés en el libro Fuentes históricas aragonesas:

Sia termino de Zaylla; e como Tayllan e departen, enca Romana sia termino de Romana, es a saber que romane toda la Val de Basares a Zaylla. Encara queremos et mandamos dios la dita pena, que así como los ditos mullones son puestos de quiscuna de las partes que lo hayan firme et seguro.

Se sabe que en 1215 los habitantes de La Romana lograron la construcción de un azud que tomaba las aguas del río Aguas al oeste de Azaila.
Cuando Labanha hizo el mapa de Aragón (1710-1720), la Romana era un pueblo más grande de sus alrededores. El bandido Cucaracha tenía un refugio en un pajar en el valle de Emposta, en dirección a los términos de Sástago y La Puebla de Híjar. A mediados del siglo XX era un casal casi despoblado, y la poca presencia humana que  había eran el Tio Pantojo (guarda de una finca también llamada la Romana) y unos pastores trashumantes de Tramacastilla de Tena que  tenían una caseta para sus estancias.